# Obsjtina Bojnitsa
Obsjtina Bojnitsa (bulgariska: Община Бойница) är en kommun i Bulgarien.   Den ligger i regionen Vidin, i den nordvästra delen av landet, 160 km norr om huvudstaden Sofia.
Obsjtina Bojnitsa delas in i:
- Rabrovo
- Borilovets

Följande samhällen finns i Obsjtina Bojnitsa:
- Bojnitsa

Trakten runt Obsjtina Bojnitsa består till största delen av jordbruksmark. Runt Obsjtina Bojnitsa är det ganska glesbefolkat, med 22 invånare per kvadratkilometer.